# Chungcheong du Nord
Le Chungcheong du Nord (en coréen : 충청북도, Chungcheongbuk-do) est une province de la Corée du Sud dont la capitale est Cheongju. 
Elle a été formée en 1896 à partir de la moitié nord-est de l'ancienne province du Chungcheong.

## Divisions administratives

### Villes
- Cheongju (청주시, 淸州市)
- Chungju (충주시, 忠州市)
- Jecheon (제천시, 堤川市)

### Districts (gun)
- District de Boeun (보은군, 報恩郡)
- District de Danyang (단양군, 丹陽郡)
- District de Eumseong (음성군, 陰城郡)
- District de Goesan  (괴산군, 槐山郡)
- District de Jincheon (진천군, 鎭川郡)
- District de Okcheon (옥천군, 沃川郡)
- District de Jeungpyeong (증평군; 曾坪郡)
- District de Yeongdong (영동군, 永同郡)

## Éducation
- Université nationale de Chungbuk
- Académie de l'armée de l'air coréenne
- Université nationale pédagogique de Corée
- Université nationale de pédagogie de Cheongju
- Cheongju University
- Seowon University
- Semyung University
- Kang dong University
- Youngdong University
- Chung Cheong College
- Jusung College
- Daewon Science College
- Kok Kuk University

## Personnalités
Kim Nam-soon (1971-), archère, quadruple championne olympique.